# Ordem dos Solicitadores e dos Agentes de Execução
A Ordem dos Solicitadores e dos Agentes de Execução (OSAE) MHM é a  associação pública profissional portuguesa representativa dos solicitadores e dos agentes de execução.

## História
Criada em 2015, a OSAE sucedeu à Câmara dos Solicitadores, que remonta a 1927 e é constituída, obrigatoriamente, por todos os solicitadores no exercício da profissão, tendo o seu primeiro Regimento sido aprovado pelo Decreto n.º 17 438 de 11 de Outubro de 1929.
Por alvará de 4 de Junho de 2002 da Chancelaria das Ordens Honoríficas Portuguesas, foi atribuído pelo Presidente Jorge Sampaio à Câmara dos Solicitadores o título de Membro-Honorário da Ordem do Mérito.
Em 2011 José Carlos Resende tomou posse como presidente da então ainda Câmara dos Solicitadores, sendo o atual Bastonário da Ordem.
Em Maio de 2013, no decurso das Jornadas de Estudo de Solicitadoria 2013, a Câmara dos Solicitadores lançou projetos importantes para a classe como o Geopredial, o SOLIGEST. o PEPEX, o leilão eletrónico ou o sistema de controlo das contas-cliente.
A 14 de setembro de 2015 foi aprovado o novo Estatuto que transforma a Câmara dos Solicitadores em Ordem dos Solicitadores e dos Agentes de Execução. Cria os seguintes órgãos: Bastonário, Colégio Profissional dos Solicitadores, Conselho Regional de Coimbra e Assembleias de Representantes da OSAE e por cada Colégio.
A 23 de janeiro de 2016 - data oficial da entrada em vigor em pleno do Estatuto da Ordem dos Solicitadores e dos Agentes de Execução - decorreu a cerimónia de tomada de posse dos novos órgãos, conselho profissional do colégio de solicitadores e conselho regional de Coimbra e dos membros cooptados para o Conselho Geral, para o Conselho Superior e para o Conselho Profissional do Colégio dos Agentes de Execução. Esta cerimónia contou com a presença da Senhora Secretária de Estado da Justiça, Anabela Pedroso.

## Atribuições da Ordem
Segundo os Estatutos da Ordem, aprovados pela Lei n.º 154/2015, de 14 de Setembro, os solicitadores ou agentes de execução têm que ser associados efectivos no colégio profissional respectivo da Ordem para poderem ter acesso ao título e exercício profissional. Entre as suas competências está a criação do Fundo de Garantia dos Agentes de Execução, que assegura o pagamento a quem seja lesado pelo incumprimento de obrigações dos solicitadores que exerçam funções de agente de execução.
A Ordem está encarregue da fiscalização dos solicitadores de execução, solicitadores que exercem as funções específicas de um agente de execução, na dependência funcional do juiz da causa.
A 17 de Novembro de 2014 passou a ser permitido aos agentes de execução inscritos na Ordem fazerem a cobrança extrajudicial amigável, tendo esta recebido durante um ano, até Novembro de 2015, 72.482 procedimentos extra-judiciais.

## Publicação profissional e Biblioteca
A OSAE publica o periódico Sollicitare: revista da Ordem dos Solicitadores e dos Agentes de Execução, que dá seguimento aos periódicos Solicitador: Boletim da Câmara dos Solicitadores (Junho de 1986 a Setembro de 2000), Boletim de Informação da Câmara dos Solicitadores (Fevereiro de 1965 a Dezembro de 1982) e Boletim das Câmaras dos Solicitadores (Dezembro de 1940 a Junho de 1964).
Em Abril de 2011 a então Câmara dos Solicitadores inaugurou em Lisboa a Biblioteca Daniel Lopes Cardoso. A denominação homenageia a título póstumo Daniel Lopes Cardoso, distinto solicitador português.
A Ordem organiza também anualmente o concurso de âmbito nacional "Solicitador Daniel Lopes Cardoso", com o fim de incentivar a criação de trabalhos jurídicos e técnicos relacionados à actividade profissional dos associados da Câmara dos Solicitadores, sobre a história da profissão ou sobre a ética e deontologia profissionais.